# Guldhamster
Guldhamster (Mesocricetus auratus) är en liten gnagare inom underfamiljen hamstrar och kallas ofta bara hamster. Guldhamstern är ett vanligt sällskapsdjur och används också som försöksdjur. Den vilda guldhamstern är utrotningshotad.

## Systematik
Guldhamstern beskrevs första gången av den brittiske zoologen George Robert Waterhouse 1839, utifrån en adult hona som han samlade in i Syrien. Han gav arten det vetenskapliga namnet Cricetus auratus vilket är latin för "gyllene hamster". Skinnet efter typexemplaret innehas av British Museum i London.
Ungefär 1930 fångade den hebreiske zoologen Israel Aharoni vid Jerusalems Universitet en hona med ungar i Syriens ökenområde. Några av dessa donerades till Jerusalems Hebreiska Universitet, där man framgångsrikt födde upp flera. Eftersom de var något större än den som Waterhouse beskrivit gavs dessa det vetenskapliga namnet Mesocricetus auratus, men troligtvis rör det sig om samma art.

## Utbredning
Guldhamstern förekommer vilt enbart i ett område på 20 000 km², men kanske så litet som 5 000 km², i gränsområdet mellan Turkiet och Syrien. Som husdjur och försöksdjur förekommer den över hela världen.

## Utseende

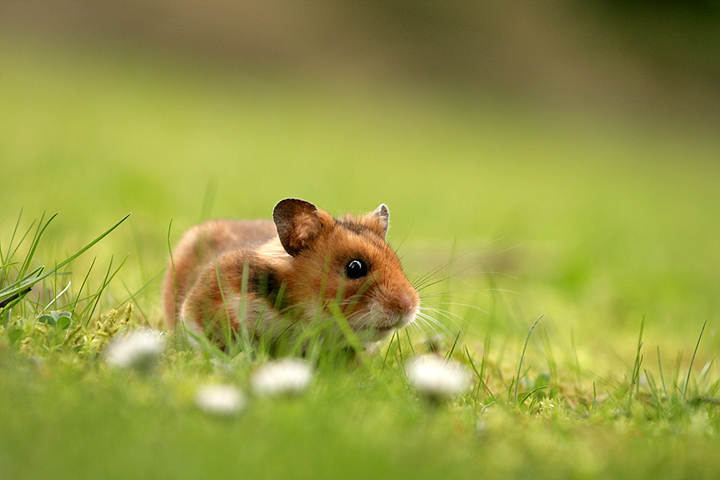
En tam hamster ute i det fria.

Guldhamstern är en medelstor hamster som blir omkring 15 cm lång och väger 100 till 225 gram. Likt andra hamstrar har den trubbig nos, ganska små ögon, stora öron och en kort svans som mäter 1,5 cm. Den har också som flertalet hamstrar kindpåsar som kan spännas ut så att de räcker ned till skulderbladen. Pälsen hos den vilda guldhamstern är guldbrun på ovansidan och grå eller vit på buken. Vissa individer har en mörk fläck i pannan och ett mörkt streck på sidan av huvudet från kinden till nacken. En nyfödd guldhamster väger omkring fem gram och är bara 1–2 centimeter stor. Den är skär med små öron som ligger tätt emot huvudet och har små vita tänder. 
Den framavlade guldhamstern förekommer i många färger vilka är uppdelade i kategorier, bland annat crèmebaserad (crème, sobel, mink, koppar), viltbaserad (normalfärgad, rost, silvergrå, cinnamon), gulbaserad (gul) mörkgrå och letal grå (mörkgrå) och svartbaserad (choklad, svart, dove). Det är vanligt att tydligt kunna se dubbla rader av fläckar som markerar honans fjorton spenar.

## Ekologi
Guldhamstern blir normalt 2–3 år och är ett nattaktivt djur. 

### Biotop
Ursprungligen levde guldhamstern förmodligen i öppna stäppbiotoper som tidigare var typiska för Aleppoplatån och omkringliggande områden. Dessa habitat har allt mer befolkats och guldhamstern har anpassat sig till att leva i jordbruksbyggd.

### Föda
I det vilda födosöker hamstern på natten, vilket gör att den är svårare att upptäcka för vissa predatorer. De lever främst av frön, men äter även insekter. De samlar föda i sina kindpåsar, så kallad "hamstring" och för på detta sätt med sig föda till sina bohålor. Så stora mängder som 25 kg föda har påträffats i en bohåla som tillhörde en enda hamster.

### Fortplantning
En guldhamster blir könsmogen ungefär vid fyra veckors ålder. En hamsterhona är brunstig ungefär var fjärde dag, och vanligtvis enbart ett par timmar varje gång. Guldhamstern har den kortaste dräktighetstiden som man känner till hos däggdjur, bara 16 dagar. En kull består vanligen av sex till åtta ungar men det kan variera, ibland är kullen inte större än två ungar (det är dock inte alls vanligt att kullen blir så liten), ibland upp till sexton (rekordet är 24 ungar ). De föds med korta mellanrum och är då nakna, blinda och döva. Det kan hända att den nyblivna modern äter upp någon unge men oftast så beror detta på att ungen är missbildad eller sjuk på något annat sätt. Om man stör mamman mycket under den första veckan kan hon bli stressad och äta upp sina ungar, man ska alltså undvika att vara mycket vid buren, sätt buren på något lite mer avskilt område, det räcker med att man ställer ner mat och vatten till honan och sedan kan man lämna henne ifred. Honan håller boet rent, och ungarna är helt beroende av mammans värme och mjölk den första och andra veckan. Efter fjorton dagar har ungarna öppnat ögonen. Efter ytterligare några dagar låter hon dem röra sig som de vill.  

## Guldhamstern och människan

### Historik
Avkomlingar till de hamstrar som infångades av Israel Aharoni, och senare föddes upp vid Jerusalems Hebreiska Universitet under 1930-talet, exporterades till laboratorier i hela världen för att användas för forskningsändamål. Arten kom på detta sätt till Storbritannien 1931 och till USA 1938. I stort sett alla tama guldhamstrar är avkomlingar till den kull som Aharoni fann i Syrien.

### Status och hot
Den vilda populationen av guldhamstern är hotad och minskande. Deras habitat är fragmentariserat på grund av jordbruk och arten jagas och förgiftas då den uppfattas som ett skadedjur. I Turkiet är den mycket sällsynt och man känner bara till tre lokaler där den förekommer. IUCN uppskattar att den globala populationen består av ungefär 2500 könsmogna individer. Guldhamstern kategoriseras på grund av detta som sårbar (VU) av IUCN.

### Namn
Guldhamstern kallas för "sadelväskornas fader" (arabiska أبو جراب) på den dialekt som talas där den påträffades i det vilda[källa behövs]. Detta anspelar på deras förmåga att hamstra föda.